# Manoir de Kerouarc'h
Le manoir de Kerouarc'h est un édifice situé à Guidel, en France.

## Situation
Le manoir est situé sur le territoire de la commune de Guidel, au lieu-dit Kerouarc'h, dans le département du Morbihan, en région Bretagne.

## Description
Le manoir date des XVe et XVIe siècles, il  présente un plan en L, le corps de logis principal abrite au rez-de-chaussée une salle et la cuisine initiale ainsi qu'un cellier dans l'appentis postérieur. L'aile en retour d'équerre, créée postérieurement au nord-ouest, abrite la seconde cuisine. On compte trois chambres à feu à l'étage et une petite chambre secondaire ménagée au double du logis, dans l'appentis postérieur. Ces dernières sont desservies par l'escalier à vis dans œuvre situé dans l'appentis postérieur, éclairé par un jour en demi-étage. L'édifice est à un étage carré, construit en moellons de granite. Toiture à longs pans couverte d'ardoises, pignon découvert.

## Histoire
Le manoir est signalé au nombre des seigneuries de Guidel lors de la réformation de 1514. Il est construit en deux phases : le premier logis, de plan allongé, est édifié dans les années 1480, il connaît une extension en profondeur dans la première moitié du XVIe siècle avec la construction d'une aile en retour d'équerre. Une petite construction joignant cette aile de retour et l'appentis, présente sur le plan cadastral de 1818, a disparu. Le manoir est ensuite déclassé en ferme : au XIXe siècle, une grange-charreterie est construite dans son alignement et la façade subit des remaniements ; un appentis construit dans le prolongement ouest peut-être au XVIIIe siècle, figurant sur le plan cadastral de 1818, est raccourci après cette date.
Il est inscrit à l'inventaire général du patrimoine culturel.